# 識名宮
識名宮（しきなぐう）は、沖縄県那覇市にある神社。琉球八社の一つで、明治の近代社格制度では無格社。

## 祭神
熊野権現
- 伊弉冉尊
- 速玉男命
- 事解男命
- 午ぬふぁ神
- 識名権現

## 由緒
尚元王の長男の病気回復に霊験があったので、識名宮を創建したとの記述が「遺老説伝」にある。沖縄戦で焼失したが、1968年に再建された。